# Soldatul necunoscut (film din 2017)
Soldatul necunoscut (în finlandeză Tuntematon sotilas) este un film de război regizat de Aku Louhimies[*] după un scenariu de Aku Louhimies[*]. În rolurile principale au interpretat actorii Eero Aho și Jussi Vatanen.
A fost produs de studiourile Elokuvaosakeyhtiö Suomi 2017 și Kvikmyndafélag Íslands și a avut premiera la 27 octombrie 2017, fiind distribuit de SF Studios[*]. Coloana sonoră a fost compusă de Lasse Enersen[*]. 
Cheltuielile de producție s-au ridicat la 7.000.000 € și a avut încasări de  13.500.000 de euro.

## Distribuție
Au interpretat actorii:

Jussi Vatanen[*]
Aku Hirviniemi[*]
Eero Aho[*]
Johannes Holopainen[*]
Hannes Suominen[*]
Joonas Saartamo[*]
Arttu Kapulainen[*]
Juho Milonoff[*]
Matti Ristinen[*]
Samuli Vauramo[*]
Paula Vesala[*]
Severi Saarinen[*]
Max Ovaska[*]
Pirkka-Pekka Petelius[*]
Akseli Kouki[*]  .